# Estação Ferroviária de Bananal

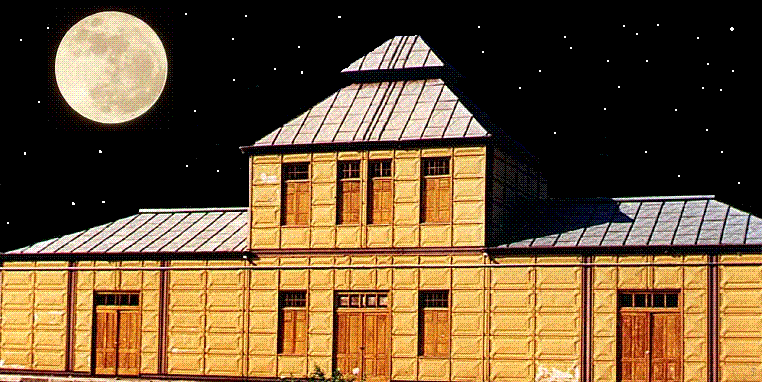
Estação Ferroviária de Bananal - atração turística e histórica da cidade do interior paulista

Estação Ferroviária de Bananal é uma construção histórica e turística da cidade de Bananal.

## História
Inaugurada em 24 de dezembro de 1888  como complemento das obras para a Companhia Estrada de Ferro de Bananal (Estrada de Ferro Bananal), ramal de Barra Mansa - Praça D. Domiciana, o edifício foi importado da Bélgica, em estruturas desmontáveis e pré-fabricadas de aço, com placas duplas almofadadas e ajustadas por parafusos, sendo doado pelo Comendador Domingos Moitinho. A fabricante belga da estação vendeu e montou o projeto, sendo este o único exemplar montado no continente americano.
Com o declínio da economia da região nas primeiras décadas do século XX, que se sustentava com a produção do café e do leite, a E.F. Bananal e toda a sua estrutura, como estações, maquinários e equipamentos, foi adquirida pela União (Governo Federal) em 1918, que a encampou como um ramal da Estrada de Ferro Central do Brasil e em 1964, a ferrovia foi desativada, sendo extinta pouco tempo depois.  Na década de 1970 o edifício foi doado para os Correios e em 1974 foi tombado como patrimônio histórico pelo Estado de São Paulo.
Nas comemorações do centenário da estação, o seu edifício foi restaurado e parte dos seus móveis foram transferidos para Museu Imperial de Petrópolis. Nos últimos anos, foi sede dos Correios da cidade e uma rodoviária, existindo projetos para transformá-la em um centro cultural.

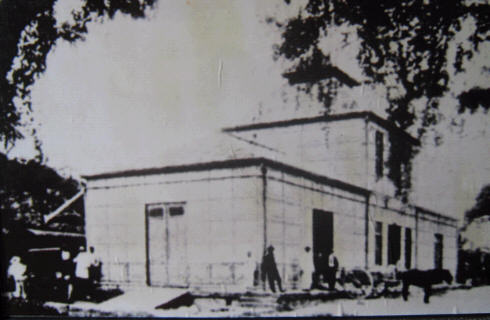
Estação Bananal na década de 1920